# Каргалыбаш
Каргалыбаш (баш. Ҡарғалыбаш) — деревня в Благоварском районе Республики Башкортостан Российской Федерации. Входит в состав Каргалинского сельсовета.

## География

### Географическое положение
Расстояние до:
- районного центра (Языково): 40 км,
- центра сельсовета (Верхние Каргалы): 6 км,
- ближайшей ж/д станции (Благовар): 25 км.

## Население
| 2002 | 2009 | 2010 |
| ---- | ---- | ---- |
| 219  | ↘210 | ↘199 |

Согласно переписи 2002 года, преобладающие национальности —  башкиры (52 %), татары (37 %).